# Nuoto ai campionati europei di nuoto 2014 - 400 metri stile libero femminili
La gara dei 400 metri stile libero femminili degli Europei 2014 si è svolta il 24 agosto 2014. Le batterie si sono svolte al mattino e la finale nel pomeriggio dello stesso giorno.

## Podio
| Pos.    | Atleta                | Nazione     |
| ------- | --------------------- | ----------- |
| Oro     | Jazmin Carlin         | Regno Unito |
| Argento | Sharon van Rouwendaal | Paesi Bassi |
| Bronzo  | Mireia Belmonte       | Spagna      |

## Record
Prima della manifestazione il record del mondo (RM), il record europeo (EU) e il record dei campionati (RC) erano i seguenti.
| Record mondiale       | 3'58"46 | Katie Ledecky Stati Uniti  | 9 agosto 2014 Irvine, Stati Uniti    |
| Record europeo        | 3'59"15 | Federica Pellegrini Italia | 26 luglio 2009 Roma, Italia          |
| Record dei campionati | 4'01"53 | Federica Pellegrini Italia | 24 marzo 2008 Eindhoven, Paesi Bassi |

Nel corso della competizione non sono stati migliorati record.

## Risultati

### Batterie
| Pos. | Batteria | Corsia | Atleta                | Nazionalità   | Tempo   | Note |
| ---- | -------- | ------ | --------------------- | ------------- | ------- | ---- |
| 1    | 2        | 5      | Federica Pellegrini   | Italia        | 4'07"09 | Q    |
| 2    | 2        | 4      | Mireia Belmonte       | Spagna        | 4'07"12 | Q    |
| 3    | 3        | 7      | Sharon van Rouwendaal | Paesi Bassi   | 4'07"59 | Q    |
| 4    | 3        | 5      | Jazmin Carlin         | Regno Unito   | 4'08"17 | Q    |
| 5    | 3        | 6      | Boglárka Kapás        | Ungheria      | 4'09"17 | Q    |
| 6    | 3        | 4      | Melani Costa          | Spagna        | 4'09"59 | Q    |
| 7    | 3        | 3      | Lotte Friis           | Danimarca     | 4'09"75 | Q    |
| 8    | 3        | 1      | Diletta Carli         | Italia        | 4'09"84 | Q    |
| 9    | 2        | 1      | Sarah Köhler          | Germania      | 4'10"37 |      |
| 10   | 2        | 6      | Coralie Balmy         | Francia       | 4'10"48 |      |
| 11   | 3        | 2      | Aurora Ponselé        | Italia        | 4'11"21 |      |
| 12   | 1        | 4      | Barbora Závadová      | Rep. Ceca     | 4'13"18 |      |
| 13   | 1        | 5      | Sycerika McMahon      | Irlanda       | 4'13"26 |      |
| 14   | 2        | 7      | Johanna Friedrich     | Germania      | 4'15"04 |      |
| 15   | 3        | 0      | Julie Lauridsen       | Danimarca     | 4'15"44 |      |
| 16   | 2        | 0      | Julia Hassler         | Liechtenstein | 4'15"98 |      |
| 17   | 3        | 8      | Arina Openysheva      | Russia        | 4'16"19 |      |
| 18   | 2        | 8      | Esmee Vermeulen       | Paesi Bassi   | 4'17"04 |      |
| 19   | 3        | 9      | Gaja Natlacen         | Slovenia      | 4'17"69 |      |
| 20   | 1        | 6      | Katarina Simonović    | Croazia       | 4'20"09 |      |
| 21   | 1        | 1      | Alyona Kyselyova      | Ucraina       | 4'21"01 |      |
| 22   | 2        | 9      | Maj Howardsen         | Danimarca     | 4'21"09 |      |
| 23   | 1        | 2      | Lisa Stamm            | Svizzera      | 4'23"40 |      |
| 24   | 1        | 7      | Alena Benešová        | Rep. Ceca     | 4'28"56 |      |
| 25   | 1        | 3      | Anna-Marie Benešová   | Rep. Ceca     | 4'29"11 |      |
| —    | 2        | 2      | Alice Mizzau          | Italia        |         | DNS  |
| —    | 2        | 3      | Katinka Hosszú        | Ungheria      |         | DNS  |

### Finale
| Pos. | Corsia | Atleta                | Nazionalità | Tempo   | Note |
| ---- | ------ | --------------------- | ----------- | ------- | ---- |
|      | 6      | Jazmin Carlin         | Regno Unito | 4'03"24 |      |
|      | 3      | Sharon van Rouwendaal | Paesi Bassi | 4'03"76 |      |
|      | 5      | Mireia Belmonte       | Spagna      | 4'04"01 |      |
| 4    | 4      | Federica Pellegrini   | Italia      | 4'04"42 |      |
| 5    | 2      | Boglárka Kapás        | Ungheria    | 4'06"61 |      |
| 6    | 7      | Melani Costa          | Spagna      | 4'07"42 |      |
| 7    | 1      | Lotte Friis           | Danimarca   | 4'10"13 |      |
| 8    | 8      | Diletta Carli         | Italia      | 4'12"56 |      |